# Антон фон Херберщайн
Антон фон Херберщайн (на немски: Antonius/Anton von Herberstein; * 30 декември 1725, Виена; † 2 декември 1774, Триест) е от 1761 до 1774 г. княжески епископ на Триест в Италия.

## Живот
Той е син на императорския съветник граф Фердинанд Леополд фон Херберщайн (1695 – 1744) и съпругата му фрайин Мария Анна Маргарета фон Улм цу Ербах (1700 – 1762), дъщеря на Йохан Лудвиг Константин фон Улм, фрайхер на Ербах († 1719), и Мария Маргарета Шенк фон Щауфенберг (1656 – 1698).
Антон фон Херберщайн влиза в „Ордена на Театинците“ и на 16 юни 1748 г. е ръкоположен за свещеник. Той става пропст на манастир Айзгарн и е свещеник в Бургшлайниц в епископство Пасау.
На 22 ноември 1760 г. Мария Терезия го номинира за наследник на епископа на Триест Леополд Йозеф Ханибал Петази (1703 – 1772). Папското одобрение е на 6 април 1761 г. Помазан е на 30 април 1761 г. от архиепископа на Залцбург. Като епископ Антон фон Херберщайн прави посещения и проповядва на италиански и немски.
През 1773 г. Йезуитският орден е прекратен и това се отразява лошо на Триест.